# DuPont

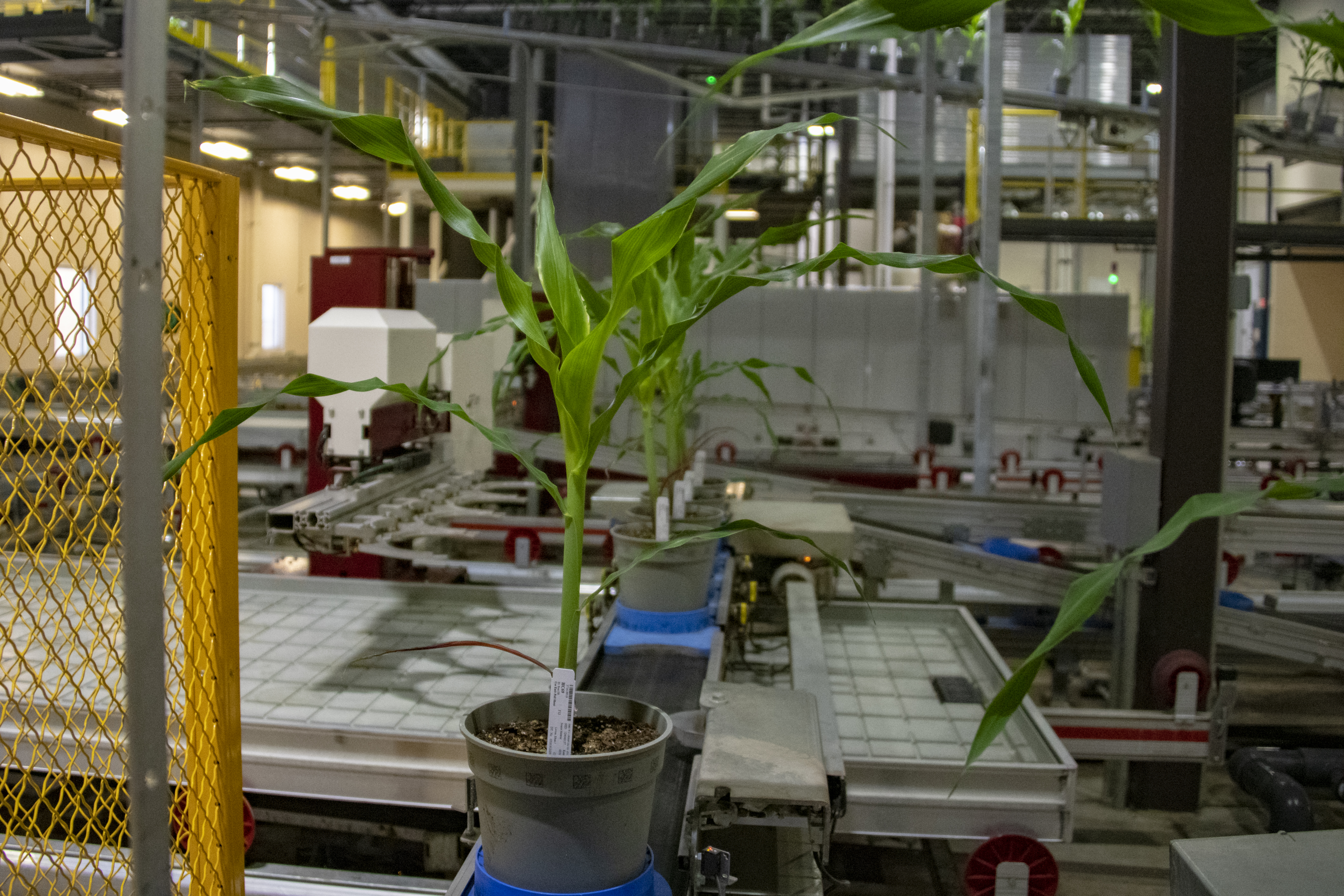
Một phần của Cơ sở nghiên cứu Corteva, một cơ sở nhà kính tự động, ở Des Moines, Iowa

DuPont de Nemours, Inc., thường được gọi là DuPont, là một công ty Mỹ được thành lập bởi sự sáp nhập của Dow Chemical và DuPont vào ngày 31 tháng 8 năm 2017, và tiếp theo sau đó là tách ra của các công ty  Dow Inc. và Corteva. Trước khi tách ra,  là công ty hóa chất lớn nhất thế giới về doanh số. Trong vòng 18 tháng kể từ khi sáp nhập, công ty đã được chia thành ba công ty đại chúng với trọng tâm là: nông nghiệp, khoa học vật liệu và các sản phẩm đặc biệt. Bộ phận nông nghiệp được đặt tên là Corteva, bộ phận khoa học vật liệu có tên là Dow Inc., và bộ phận sản phẩm đặc biệt có tên là DuPont. Jeff Fettig là chủ tịch điều hành của công ty, và Edward Breen là CEO. Việc sáp nhập đã được báo cáo là trị giá khoảng 130 tỷ đô la. Với tổng doanh thu năm 2018 là 86 tỷ USD, DowDuPont xếp thứ 35 trong danh sách Fortune 500 năm 2019 của các tập đoàn công cộng lớn nhất Hoa Kỳ.

## Ý kiến
Theo cựu Bộ trưởng Nông nghiệp Hoa Kỳ trong thời gian của chính quyền Clinton, Dan Glickman, và cựu Thống đốc bang Nebraska, Mike Johanns, bằng cách tạo ra một công ty nông nghiệp thuần túy độc lập, có trụ sở tại Hoa Kỳ, Dow và DuPont sẽ có thể cạnh tranh chống lại các công ty lớn khác cùng lĩnh vực.
Mặt khác, nếu Monsanto và Bayer, các công ty công nghệ sinh học và hạt giống lớn thứ 1 và 3, cùng với Dow và DuPont là các công ty hạt giống và công nghệ sinh học lớn thứ 4 và thứ 5 trên thế giới, cả hai đều trải qua việc sáp nhập, vì vậy được gọi là "Big Six" trong ngành sẽ kiểm soát 63% thị trường hạt giống toàn cầu và 76% thị trường hóa chất nông nghiệp toàn cầu. Họ cũng sẽ kiểm soát 95% ngô, đậu nành và  bông ở Mỹ. Cả hai công ty độc quyền sẽ trở thành "big two" thống trị ngành công nghiệp. Theo Roger Johnson, chủ tịch của Hiệp hội Nông dân Quốc gia, chìa khóa để đổi mới là cạnh tranh chứ không phải tập trung.
Việc sáp nhập đã hình thành công ty hóa chất lớn nhất thế giới về doanh số. DuPont có trụ sở tại Wilmington, Delaware.